# Diploglottis australis
Diploglottis australis, conocido como Tamarindo Australiano (Native Tamarind en inglés) es un árbol común en la selva tropical del este de Australia. Se identifica fácilmente por sus grandes hojas en forma de salchicha.
El tamarindo australiano crece en diversos tipos de selva tropical, tanto en suelos basálticos como en ricos suelos aluviales. El límite meridional de su distribución es Durras Mountain cerca de Batemans Bay (35° S) en Nueva Gales del Sur. Aparece en la costa este hasta Proserpine (20° S) en la Queensland tropical.

## Descripción
Es un árbol de talla mediana a grande con hojas grandes y largas. Llega a tener una altura de más de 35 metros y un diámetro de 75 cm. Su tronco es cilíndrico y rebordeado en la base, algo parecido al tronco del palo satinado.
Las hojas son pinnadas y alternadas, algunas de más de 30 cm de largo. Son Anchas, elípticas, con una punta roma en el extremo, desiguales en la base, frecuentemente cubiertas de vello aterciopelado de color café o dorado. Los nervios de las hojas son fáciles de ver por ambos lados. El nervio central está ligeramente elevado en el envés.
La floración tiene lugar en primavera, con flores grandes, de color café en panículas grandes y vellosas. La cápsula, vellosa y de color café madura desde octubre hasta enero. Contiene un arilo amarillo anaranjado, agradable al gusto. Dentro del arilo se halla una única semilla triangular de color café pálido.
La germinación de la semilla es fiable y rápida. Es apreciada por una gran variedad de aves de la selva tropical, incluyendo la tórtola cuco parda, la rosela carmesí, el papahigos, el maullador verde, el ave de emparrado regente, el tilopo real, la paloma de rodete y el tilopo magnífico.

## Usos
Como árbol ornamental y decorativo, se ve en varias partes de la Australia urbana, incluida la ciudad de Sídney. El tamarindo australiano debe resguardarse del viento debido a sus grandes hojas. Con el arilo se hace una bebida picante refrescante.

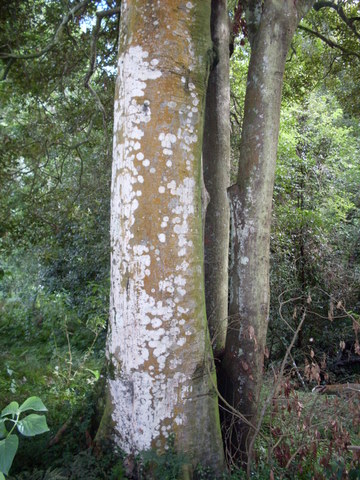
Gran Diploglottis australis en una propiedad privada cerca del Parque Nacional Watagans
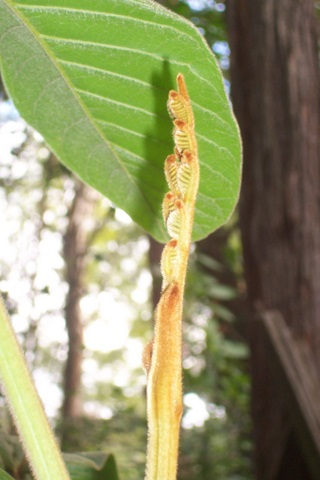
Nueva espiga de hojas debajo de una hoja madura, de Diploglottis australis
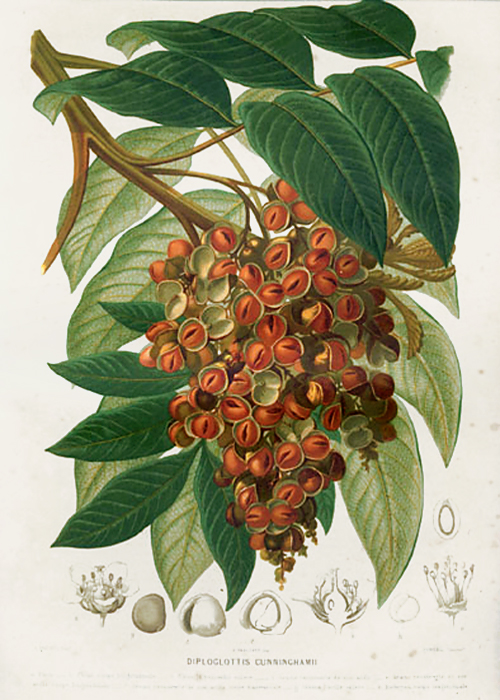
Una vieja pintura de Diploglottis australis, que no representa satisfactoriamente las grandes y anchas hojas